# Ombres de sospita
Ombres de sospita  (títol original: Shadow Of Doubt) és una pel·lícula estatunidenca dirigida per Randal Kleiser, estrenada l'any 1998. Ha estat doblada al català

## Argument
Kitt Devereux, advocada de fama i brillant que ha construït la seva reputació defensant homicides i dels violadors, és avui advocada de negocis. No obstant això torna a les seves antics temes acceptant la defensa d'un jove rapper acusat d'haver assassinat salvatgement la filla d'un ric filantrop.

## Repartiment
- Melanie Griffith: Kitt Devereaux
- Tom Berenger: Jack Campioni
- Craig Sheffer: Laird Atkins
- Huey Lewis: Al Gordon
- Wade Dominguez: Robert 'Bobby' Medina
- James Morrison: El senador Saxon
- Lisa Pelikan: Leslie Saxon
- Nina Foch: Sylvia Saxon
- Tony Plana: El detectiu Krause
- Victor Love: El detectiu Baker
- Richard Portnow: Marvin Helm
- Kimberley Kates: Bridget Paul
- Danielle Nicolet: Cheryl
- James Karen: Norman Calloway
- John Ritter: Steven Mayer

## Crítica
- "Pel·lícula de les d'entreteniment de crim i judicis (...) Bona factura"[3]